# Bonderup
För andra betydelser, se Bonderup (olika betydelser).
Bonderup är kyrkbyn i Bonderups socken i Lunds kommun i Skåne belägen söder om Dalby. Här ligger Bonderups kyrka. 
I byn ligger också en gammal vindmölla. Några av möllarna vid kvarnen var Nils Larsson, möllare ca 1880-1913 (gift med Ingrid) samt dennes son Olof Nilsson, möllare ca 1913-1942). 

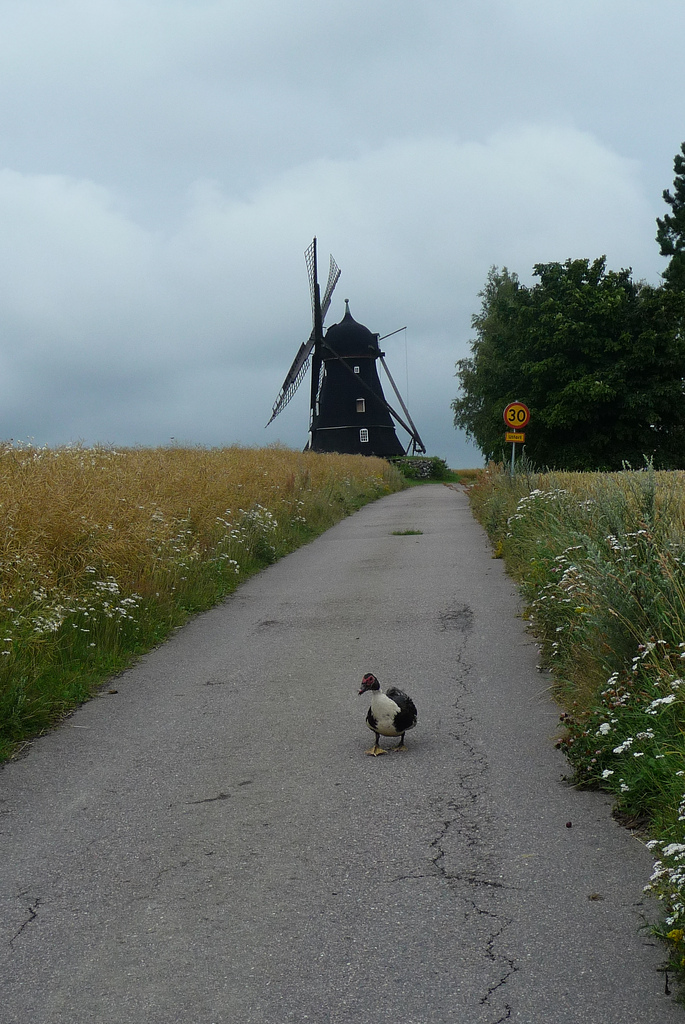
Väderkvarnen i Bonderup.